# Фестиваль уличного искусства в Гренобле
Grenoble Street Art Fest, преобразованный в 2019 году под названием Street Art Fest Grenoble-AlpesNote —  фестиваль городского искусства, который проводится с 2015 года в Гренобле и его агломерации, в департаменте Изер, в регионе Овернь-Рона-Альпы.
Заявленная цель  фестиваля —  в течение нескольких недель предлагать современные произведения, связанные с этим современным художественным движением, в самом сердце Гренобля и в городах его внутренних пригородов.
Этот фестиваль искусства, который обычно проходит в июне, представляется как первый фестиваль в Европе, способный продемонстрировать «уличное искусство во всей его глобальности и множественности дисциплин».
Мероприятие было создано по инициативе бывшего сноубордиста Жерома Каца, основателя и директора сети арт-центров, посвященных стрит-арту, Spacejunk. Мероприятие получило официальную поддержку со стороны мэрии Гренобля и региона Овернь-Рона-Альпы, а также других государственных и частных партнёров.
В период фестиваля национальные и зарубежные художники выражают себя на городских объектах, большинство из которых представляют собой фасады частных или общественных зданий. В 2018 году фестиваль проходил с 1 июня по 1 июля. В 2019 году фестиваль уже под новым названием стартовал 31 мая и завершился 30 июня. В 2020 году был запланирован с 28 мая по 29 июня.
Организаторы стремятся приглашать художников, работающих в разных стилях и направлениях: трафаретные рисунки и коллажи, граффити и скульптуры, фрески и инсталляции. Во время фестиваля в галереях и кинотеатрах проходят бесплатные лекции и кинопоказы, а в последние дни жюри выбирает лучшие работы, которые останутся на стенах города.

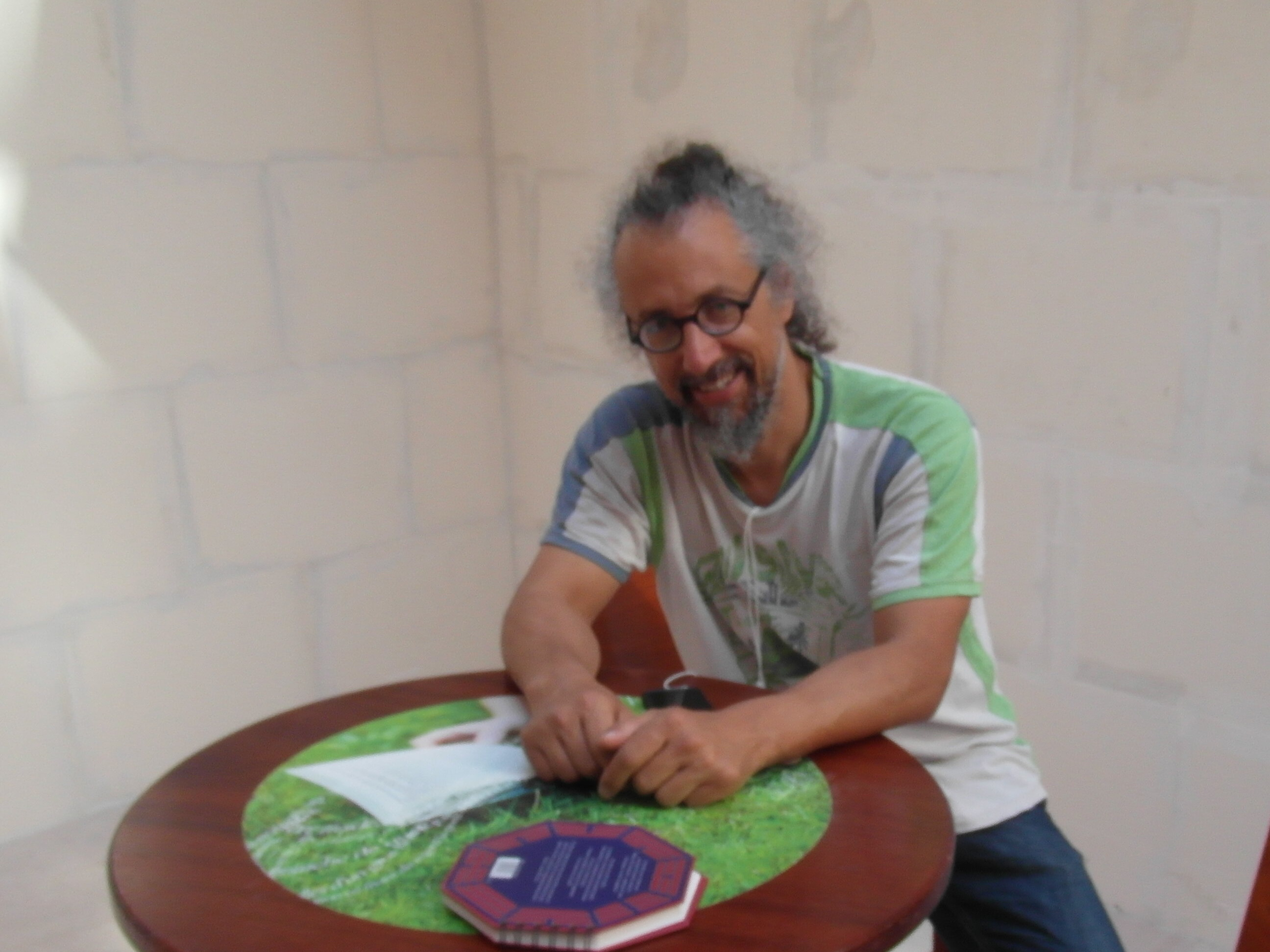
Жером Кац

## 2015
Первый фестиваль Grenoble Street Art Fest проходит с 10 по 21 июня 2015 года, чтобы представить на улицах Гренобля множество направлений городского искусства. Впервые благодаря местной частной инициативе многие стены Гренобля украшены фресками, эфемерными граффити на пене, различными коллажами, созданными международными, национальными и местными художниками.
В рамках фестиваля также запланированы эфемерные инсталляции и видео-выставки различных работ художников
| - Mr. Wany - C215 - Исаак Кордал - Goin - Rubbish - Serty 31 - Kouka - Da Cruz - Green - The Sheepest | - Etien’ - Nesta - Vinz - Diseck - Srek - Пети Пуассон - LKS1 - Crew Caracha - Juin - Contratak Crew | - Votour - Ekis - Time2 - Snek - Holow - Sowat2 - Oraz - Alias 2.0 - Danay |

## 2016
Список исполнителей на 2016 год размещён на официальном сайте фестиваля. В первом фестивале  33 художника, создано 82 работы (за пределами музея живописи) и окрашено 1250 кв.м. поверхности, использовано 530 литров акриловой краски и 600 баллончиков с краской.
Выставка студийных работ художников-участников проходила в бывшем Музее живописи, на ней были представлены многочисленные работы приглашённых художников, таких как классик стрит-арта Эрнест Пиньон-Эрнест, Гойн, Пети  Пуассон, Аугустин Кофи, Энтони Листер, Animalitoland, Векс Ван Хиллик, Макс Зорн и многие другие.
| - Эрнест Пиньон-Эрнест - Аугустин Кофи - Энтони Листер - Уилл Баррас - Animalitoland - Макс Зорн - Nevercrew - Beast - C215 - Monkey Bird - Векс Ван Хиллик - Гойн | - Исаак Кордал - Адам Фергюсон - Пети Пуассон - The Sheepest - Étien’ - Snek - Nesta et Short - Srek, Greg et Will - Green - Votour - Niko et Danay - Ekis | - Cobie - Groek - Ромэн Минотти - Ink4rt - Juin - M4U - Tawos et Keblo - Bess - CrewCaracha - Tramb |

## 2017
Третье проведение  Grenoble Street Art Fest состоялось с 7 по 27 июня 2017 года. Он был организован и проводился в более широком географическом пространстве, чем два предыдущих выпуска, с работами, созданными в районах Гренобля   Берриат, а также Шампионне, Ла Вильнёв, Гранд-Бульвар и Сент-Виль), а также соседние города Фонтен и университетский городок, расположенный в другом соседнем муниципалитете, Сен-Мартен-д'Эр.
Новинка этого выпуска заключается в организации кинофестиваля (называемого Street Art Movie Fest), посвященного городскому искусству, в партнёрстве с Синематекой Гренобля.
| - How et Nosm - Daleast - Сет - A’Shop - Goin - Monkey Bird Crew - Lonac - Gris One - Векс Ван Хиллик - RNST - The Blind - EZK - Berns | - Jaba - Bestiari One - Cart1 - Brkn/wrld - Asul - Una Vida Familia - Atom Ludik - Green - Besss - Snek - Etien - Nesta - Пети Пуассон | - Snek, Greg et Will - Ekis et Boye - Tawos - Cobie - Ink4rt - Short 79 - Groek - Crewcaracha - Ромэн Минотти - Danay - M4U - Glob - Votour |

## 2018
Четвёртый фестиваль уличного искусства в Гренобле начался 1 июня 2018 года и продлился до 23-го. В выходные, предшествующие его открытию, художники Скио, MC Baldassari, Мальпегадос и Клебло работали на украсили нескольких поездов трамвая Гренобля. Их  работы были видны во время фестиваля во всех районах муниципальных образований агломерации, через которые проходят трамваи.
По данным, что были предоставлены организатором, за время фестиваля были обработаны:
- 18 монументальных стен;
- 13 средних размеров стен;
- 7 небольших стен;
- 50 бесплатных городских прогулок;
- 5 уличных выставок по стрит-арту;
- 5 выставочных площадок;
- 2 фотоконкурса.
- 2-й фестиваль Street Art Movie Fest также открыт по этому случаю с целой деревней и командой из 90 человек.

| - Sainer (Польша) - Себас Веласко (Испания) - Pantonio (Португалия) - Векс Ван Хиллик (Франция) - MAYE (Франция) - Исаак Кордал (Испания) - Гойн - Sony (ЮАР) - Мадемуазель Морис (Франция) - Animalitoland (Аргентина) - Suiko (Япония) - Sampsa (Финляндия) - Serty 31 - Momies - Cuore (Аргентина) - Пит Родригес (Бельгия) | - Карандаш (Германия) - Samsofy - Лукреция Торва (США) - Snek - Пети Пуассон - Kiptoe (США) - Mr Chaix - Atom Ludik - Una Vida Familia - Green - Etien’ - Skio - Мальпегадос (Чили) - MC Baldassari (Канада) - Reso - Неста | - Mondé - Asaz One - By Dav’ - Juin - Srek, Greg etWill - Ekis et Boye - Ink4rt - Groek - Crewcaracha - Tawos - Disketer - Stel - Кебло - Besss - Tramb - Sweetsiana |

## 2019
В интервью, опубликованном в ежедневной газете Le Dauphiné Libéré 23 января 2019 года, организатор фестиваля Жером Кац рассказывает о финансовых трудностях в контексте организации мероприятия 2019 года. Он заявляет, что сожалеет об отсутствии финансового участия сообществ в этом году. Тем не менее, в феврале 2019 года на официальном сайте фестиваля указано, что 5-й фестиваль состоится с 31 мая по 30 июня 2019 года.
Для этого 5-го мероприятия было решено изменить название на Street Art Fest Grenoble-Alpes. По словам  Каца, «учитывая прогрессивное столичное влияние фестиваля, было принято решение изменить его название, дабы не ограничивать его стенами Гренобля», потому что из года в год некоторые города в агломерации (Фонтен, Пон-де-Клэкс и Сен-Мартен д'Эр) присоединяются к Греноблю для проведения выставок и мероприятий.
| - Шепард Фейри (США) - Li-Hill (Канада) - Bezt (Польша) - Аугустин Кофи (США) - 1010 (Германия) - PichiAvo (Испания) - Роберт Прох (Польша) - Mantra (France) - Уилд Дроунинг (Бали) - Dulk1 (Испания) - Beast (Италия) - Марко Лаллеман (Франция) | - Иззи Извне (Молдавия) - Гойн (Франция) - Ink4rt (Франция) - Tawos (Франция) - Ardif (Франция) - Softtwix (Франция) - Monk (Бельгия) - Julieta XLF (Испания) - Nean (Бельгия) - LPVDA (Швейцария) - Пети Пуассон (Франция) - Неста (Франция) | - Arepo (Франция) - Danay (Франция) - Tramb (Франция) - Векс Ван Хиллик (Франция) - MC Baldassari (Канада) - Srek, Greg et Killah One (Франция) - Ekis et Boye (Франция) - Groek (Франция) - Votour (Франция) - Short 79 (Франция) |

## 2020
В связи с пандемией  COVID-19 на домашней странице фестиваля на 2020 год указано, что, дабы избежать больших собраний, организаторы стараются сохранить все запланированные мероприятия, но при  этом намерены строго соблюдать все инструкции по безопасности и гигиене, которые будут предписаны правительством и муниципалитетами. В этом году фестиваль проходил с 1 июня по 31 июля и с 1 сентября по 31 октября в течение 4-х месяцев.
Список художников составлялся  по мере подтверждения объявления об их прибытии (с учётом открытия границ для участников, проживающих за рубежом). В рамках кинофестиваля состоялся показ свыше 2-х десятков фильмов, включая «Магический Пантонио», «Белые стены ничего не говорят» и
«Бэнкси. Расцвет нелегального искусства».  
| - Бруск (Франция) - Снек (Франция) - Комбо (Франция) - Инти (Чили) - Telmo et Miel (Нидерланды) - Nevercrew (Швейцария) - Reskate Arts et Crafts (Испания) - Ян Шателин (Марокко) - L’Enfant Libre (Франция) - Филиберт (Франция) - Симон Берже (Швейцария) - Виктория Вейсбрут (Россия) | - Рози Вудс (Австралия) - Iota (Бельгия) - Otist (Франция) - Collectif Muz Mural Media (Франция) - LPVDA (Швейцария) - Марко Лаллеман (Франция) - Пит Родригес - Srek, Greg et Killah One (Франция) - Коби (Франция) - Votour (Франция) - M4U (Франция) |